# Isthmocoris piceus
Isthmocoris piceus är en insektsart som först beskrevs av Thomas Say 1832.  Isthmocoris piceus ingår i släktet Isthmocoris och familjen Geocoridae. Inga underarter finns listade i Catalogue of Life.